# مارغريت لوكوود
مارغريت لوكوود (بالإنجليزية: Margaret Lockwood)‏ (15 سبتمبر 1916 - 15 يوليو 1990)، هي ممثلة تلفزيونية، وممثلة أفلام، وممثلة مسرحية، من المملكة المتحدة، ولدت في مدينة كراتشي الباكستانية، توفيت عن عمر يناهز 74 عاماً، بسبب تشمع الكبد.

## التعليم
تعلمت في الأكاديمية الملكية للفنون المسرحية، في تخصص تمثيل.

## جوائز
حصلت على جوائز منها:
- قائد وسام الامبراطورية البريطانية.

## وصلات خارجية
- مارغريت لوكوود على موقع IMDb (الإنجليزية)
- مارغريت لوكوود على موقع الموسوعة البريطانية (الإنجليزية)
- مارغريت لوكوود على موقع مونزينجر (الألمانية)
- مارغريت لوكوود على موقع ألو سيني (الفرنسية)
- مارغريت لوكوود على موقع ميوزك برينز (الإنجليزية)
- مارغريت لوكوود على موقع تيرنر كلاسيك موفيز (الإنجليزية)
- مارغريت لوكوود على موقع أول موفي (الإنجليزية)
- مارغريت لوكوود على موقع قاعدة بيانات الأفلام السويدية (السويدية)
- مارغريت لوكوود على موقع إن إن دي بي (الإنجليزية)
- مارغريت لوكوود على موقع قاعدة بيانات الفيلم (الإنجليزية)